# Campagnac (tổng)
Tổng Campagnac là một tổng thuộc tỉnh Aveyron trong vùng Occitanie.
Tổng này được tổ chức xung quanh Campagnac ở quận Millau. Độ cao khu vực này dao động từ 444 m (La Capelle-Bonance) đến 1 033 m (Saint-Laurent-d'Olt) với độ cao trung bình 645 m.

## Hành chính
| Giai đoạn | Ủy viên               | Đảng | Tư cách |
| --------- | --------------------- | ---- | ------- |
| 2004-2010 | Pierre-Marie Blanquet | UDF  |         |

## Các đơn vị trực thuộc
Tổng Campagnac gồm 5 xã với dân số 1 683 người (điều tra dân số năm 1999, dân số không tính trùng)
| Xã                      | Dân số | Mã bưu chính | Mã insee |
| ----------------------- | ------ | ------------ | -------- |
| Campagnac               | 396    | 12560        | 12047    |
| La Capelle-Bonance      | 95     | 12130        | 12055    |
| Saint-Laurent-d'Olt     | 619    | 12560        | 12237    |
| Saint-Martin-de-Lenne   | 208    | 12130        | 12239    |
| Saint-Saturnin-de-Lenne | 365    | 12560        | 12247    |

## Biến động dân số
| 1962                                                     | 1968  | 1975  | 1982  | 1990  | 1999  |
| -------------------------------------------------------- | ----- | ----- | ----- | ----- | ----- |
| 2 162                                                    | 2 322 | 2 070 | 1 872 | 1 805 | 1 683 |
| Nombre retenu à partir de 1962 : dân số không tính trùng |       |       |       |       |       |